# Шлегель, Иван Богданович
Иван (Иоганн) Богданович Шлегель (нем. Johann Schlegel; 1787—1851) — русский учёный и государственный деятель, доктор медицины, действительный статский советник.

## Биография
Родился 19 (30) августа 1787 года в Риге в семье доктора богословия. В 1790 году шведский король пригласил его отца на должность генерал-суперинтенданта Грейфсвальдского округа и острова Рюгена и Иоганн с семьёй переехал в Грейфсвальд.
Получив хорошее домашнее образование, в 1800 году отправился для продолжения обучения сначала в Йену, а потом в Бамберг, где прослушал в местном университете полный курс медицины. 10 сентября 1803 года в Бамбергском университете защитил докторскую диссертацию с названием «Dissertatio inauguralis medica sistens scrutationem febris» и был удостоен степени доктора медицины. Решив продолжить своё образование, слушал лекции в других германских университетах и на некоторое время обосновался в Вене. Посол при австрийском дворе князь А. В. Куракин обратил внимание на молодого Иоганна Шлегеля и предложил ему поехать на службу в Россию. Шлегель принял предложение и отправился в Санкт-Петербург, где выдержал при Медико-хирургической академии (с 1917 года — Военно-медицинская академия) экзамен на звание доктора и 8 июля 1808 года поступил на военную службу в должности лекаря Эстляндского мушкетерского полка, в 1810 году переформированный в 42-й егерский полк.
Вместе с полком, в чине коллежского асессора (1808), принимал участие в Русско-турецкой войне 1806—1812 годов, в ходе которой получил контузии. Перед началом Отечественной войны 1812 года 42-й егерский полк был расформирован, Шлегель занял должность старшего лекаря 5-го егерского полка и принял участие в войне с французами. Дошёл до Парижа, за участие в сражении под Лейпцигом был награждён орденом Св. Владимира 4-й степени. По возвращении из Франции, в конце 1816 года, по собственной просьбе ушёл в отставку. Но в июле 1818 году он снова попросился на службу в военно-медицинское ведомство и был причислен к Главной квартире 2-й армии в качестве помощника генерал-штаб-доктора этой армии. Когда в сентябре 1819 года в Бессарабии вспыхнула чума, Иван Шлегель предложил свои услуги и был направлен в Кишинёв, где боролся с эпидемией. В конце мая 1820 года он вернулся в Тульчино. За своё участие в ликвидации эпидемии чумы был награждён орденом Св. Анны 2-й степени и в июле 1820 года был назначен дивизионным доктором 16-й пехотной дивизии. В марте 1828 года И. Б. Шлегель был назначен главным медиком 2-й армии. В этом же году ему снова пришлось вступить в борьбу с чумной эпидемией, на этот раз в Бухаресте и других городах Румынии.
За самоотверженный труды по прекращению чумной эпидемии в 1829 году Шлегель был удостоен ордена Св. Владимира 3-й степени. В августе 1829 года он был назначен дивизионным врачом при Новороссийском и Бессарабском генерал-губернаторе и одновременно — инспектором Одесской врачебной управы. 27 сентября 1829 года Ивану Богдановичу было пожаловано звание почетного лейб-медика. С началом Польского восстания был направлен в Польшу. По окончании этой кампании, в сентябре 1831 года, Шлегель был назначен главным доктором всех варшавских госпиталей, а в следующем году — генерал-штаб-доктором армии и одновременно исполнял обязанности председателя Варшавского медицинского совета. За свои труды в июле 1832 года был награждён орденом Св. Станислава 2-й степени. В июле 1833 года по собственному желанию был переведен старшим врачом в Рижский госпиталь.
14 декабря 1834 года Иван Богданович Шлегель был назначен старшим врачом Московского военного госпиталя (МВГ, ныне Главный военный клинический госпиталь имени Н. Н. Бурденко). 8 декабря 1838 года он был назначен первым президентом Императорской медико-хирургической академии и занимал эту должность до конца жизни. Помимо преподавания и других дел по академии, он работал в качестве члена Военно-медицинского Ученого комитета и Медицинского совета. За свою плодотворную деятельность на благо академии и учёного сообщества России, И. Б. Шлегель был награждён орденом Св. Станислава 1-й степени (1842), орденом Св. Анны 1-й степени (1846) и орденом Св. Владимира 2-й степени (1850). Был удостоен чина действительного статского советника.
Занимался и общественной деятельностью — был избран членом Варшавского медицинского совета и Виленской медико-хирургической академии, членом Санкт-Петербургского фармацевтического общества и Московского физико-медицинского общества, а также других российских и иностранных ученых обществ и учреждений. Являлся масоном и состоял членом ряда иностранных масонских лож.
6 июня 1851 года в Петербурге у него случился удар, после которого возникло острое воспаление лёгких. В сентябре появилось нарушение работы сердца, и 20 сентября (2 октября) 1851 года он умер. Похоронен на Смоленском лютеранском кладбище.